# Блерио XI
„Блерио XI“ (на френски: Bleriot XI) е френски самолет, конструиран и изработван във фабриката на Луи Блерио. Първият полет със самолета е извършен на 23 януари 1909 г.
Това е първият военен самолет, закупен от България, а първият му полет над София е осъществен от пилота Симеон Петров на 13 август 1912 г. Като военен самолет е закупен и използван и в следните държави: Аржентина, Австралия, Белгия, Великобритания, Гватемала, Гърция, Дания, Италия, Нова Зеландия, Румъния, Русия, Сърбия, Турция, Франция, Швейцария, Чили, Япония. Сравним самолет е Antoinette VII.

## Конструкция
Блерио XI е моноплан горноплощник с предно разположен двигател с вътрешно горене и теглещо витло. Построен е изцяло от дървена конструкция /използван материал дъб и топола/ и платнена обшивка на крилата и оперенията.
- Фюзелажът е фермена конструкция с четириъгълно сечение, изградено от четири надлъжника, фиксирани от напречници и стабилизирано с кабелно обтягане. Предната част на тялото е обковано с шперплат. Останалата част от фермата е открита.
- Крилото е съставено от две полукрила с правоъгълна форма и елиптични дъги. Имат твърд атакуващ ръб и гъвкав изходящ ръб, с което се осъществява напречното управление на самолета. Деформацията на изходящия ръб се осъществява с усилие максимално до 75 kg. Това решение е прилагано до внедряването на елероните като управляващ орган на самолетите. Стабилността на крилото се осъществява от три надлъжника и горна и долна пирамида, позволяващи надеждно кабелно обтягане.
- Опашното оперение се състои от хоризонтален и вертикален стабилизатор. Кормилото за височина е реализирано по няколко начина, но се използва и най-практикуваното решение – неподвижна предна част с носещ профил и шарнирно свързано кормило. Вертикалният стабилизатор е целоподвижна плоскост, която изпълнява функциите на стабилизатор и кормило за посока.
- Колесникът е непребираем, триточков с опашно колело или опашна подпора. Всяко от тях е с независимо окачване и гумен амортизатор. Характерно за Блерио XI е, че опашното колело е монтирано доста напред пред опашното оперение.
- Двигателят е разположен в предната част на тялото. Използват се трицилиндрови двигатели с въздушно охлаждане Анзани (Anzani) и с различна мощност при различните варианти самолети. Витлото е двулопатно, дървено тип Chauvier с диаметър 2,08 m. Самолет Bleriot XI Militair е с 9 цилиндров ротационен двигател Gnom с мощност 80 hp.

## Успехи на самолета
На 25 юли 1909 г. със самолета е извършен първият полет с летателна машина над Ла Манш. Самолетът излита недалеч от Кале (Calais) и се приземява в Доувър (Dover), като прелита разстоянието от 22 мили за 37 минути и печели наградата на британския вестник Дейли Мейл от 1000 лири. Любопитна особеност е, че Луи Блерио е бил длъжен да заплати мито след кацането си на Острова.
С Блерио XI е реализирано успешно кацане със спрял двигател от българския поручик Симеон Петров, което влиза в методиката за обучение на пилотите в школата на Луи Блерио. С този аероплан френския пилот Адолф Пегу през 1913 година демонстрира фигури от висшия пилотаж – летене с колелата нагоре, пикиране и стръмно набиране на височина, с което доказва, че при наличие на запас от височина, самолетът може да се изравни. Това косвено доказва добрите полетни характеристики и добрата ефективност на кормилата при управление.
Интересът към самолета е значителен. До лятото на първата година (1909 г.) са направени 101 поръчки от различни държави. Освен във Франция, Блерио XI е произвеждан в Русия, Англия и САЩ, като са произведени 16 варианти, използващи базовия модел. Самолетът, произвеждан в САЩ, е с различни характеристики от тези, произвеждани в Европа. Фирмата California Aeroplane Manufacturing and Supply Co през 1911 година произвежда Bleriot XI с двигател Elbridge Aero Special – редови, четирицилиндров с водно охлаждане и с мощност 60 hp, което позволява промяна, увеличаваща крейсерската скорост до 90 km/h и увеличение на стартовата маса.
Поради добрите си характеристики самолетът е приет на въоръжение във френската армия и в армиите на много държави и със значително по-мощен мотор участва във военните действия в началото на Първата световна война. Още по време на Балканската война това е основният самолет на българските инженерни войски.